# 5호선 에글린턴
5호선 에글린턴선 (Line 5 Eglinton), 에글린턴 크로스타운선 (Eglinton Crosstown line) 또는 크로스타운 (Crosstown)은 토론토에 새로 지어지고 있는 경전철 노선이다. 메트로링스가 소유하고 토론토 교통국이 운행하는 이 노선은 토론토 지하철의 다섯 번째 노선이 될 예정이다. 1단계는 에글린턴 애비뉴를 따라 마운트데니스에서 서니브루크파크역까지 지하로 운행한 뒤 동부 종착역인 케네디역까지 도로 중앙을 따라 운행하며, 케네디역에서는 2호선 블루어-댄포스선과 3호선 스카버러선으로 갈아탈 수 있게 된다.
이 노선은 2007년에 토론토 시장이였던 데이비드 밀러가 대중교통을 대규모 확장하는 계획안인 트랜싯 시티의 일부로 계획되었다. 에글린턴선 1단계 구간은 2011년에 착공해 2020년에 개통을 앞두고 있었다. 하지만 개통이 계속 지연된 이 노선은 2020년 10월 현재 메트로링스와 컨소시엄 업체인 크로스링스간 개통일에 대한 합의가 나지 않은 상태이다. 2019년 말 기준 경전철 공사 예상 비용은 총 125억 8천만 달러로 추산되었다.
1단계 개통 이후 이 노선은 서쪽으로 토론토 피어슨 국제공항까지, 동쪽으로는 토론토 대학교 스카버러 캠퍼스까지 연장하는 방안도 2016년 토론토 시의회에서 승인하였지만, 현재 공항으로 이어지는 서부 연장만 진전이 이루어지고 있다.

## 역사

### 초기 계획
에글린턴선은 2007년 당시 토론토 시장이였던 데이비드 밀러와 토론토 교통국장 애덤 지엄브로니가 에글린턴 크로스타운 경전철을 토론토에 7개 경전철 노선을 지으려던 계획이였던 트랜싯 시티의 일환으로 계획되었다. 기존 계획에 따르면 이 노선은 피어슨 공항에서 실버다트 드라이브를 따라 콘베이어 드라이브에 다다른 다음, 401번 고속도로를 건너는 다리를 따라 반대편의 커머스 블루버드를 향해 남서쪽으로 이어진 뒤, 에글린턴 애비뉴와 미시소가 트랜싯웨이의 동쪽 끝을 향해 남쪽으로 꺾어진다. 이후 나머지 구간은 에글린턴 애비뉴를 따라 동쪽으로 80년대에 에글린턴 웨스트 지하철이 계획되었던 곳을 따라간다. 이 노선은 이후 도시 전체를 에글린턴을 따라 가로질러 1호선 영-유니버시티선, 2호선 블루어-댄포스선, 3호선 스카버러선과 만나게 된다.
이 경전철 노선은 43개 정거장으로 이루어져 있고 그 중 13개는 지하 구간이다. 지상역은 평균 500m, 지하역은 공사 비용이 더 높은 관계로 850m 간격으로 떨어져있다. 표정속도는 시속 28km로, 시속 16-18km의 에글린턴 버스보다는 10-12km가량 더 빠른 편이다. 이 노선은 스카버러의 케네디역에서 블루어-댄포스선, 스토우빌선과 계획 중이였던 스카버러 맬번 경전철로 갈아탈 수 있게 되었다. 공사 예산은 46억 달러로 책정되었다. 주정부의 예산 감축으로 이 노선은 두 구간으로 나뉘었는데, 1단계는 제인에서 종착하고 2단계는 피어슨 공항까지 연장하기로 하였다.

### 포드의 계획 변경
2010년에 새로 당선된 롭 포드 토론토 시장은 취임 당일인 2010년 12월 1일에 밀러의 트랜싯 시티 계획안을 취소하였다. 그는 대신 에글린턴-스카버러 크로스타운선 (Eglinton-Scarborough Crosstown line)이라는 이름으로 에글린턴 경전철을 완전히 지하화하기로 추진하였다. 이 노선은 3호선 스카버러선과 직결해 블랙크리크에서 매코원까지 하나의 노선으로 운행하게 되었다. 이 계획대로라면 예산은 82억 달러로 치솟게 되고 18개 정거장을 덜 짓게 되며 피어슨 공항 연장 구간도 취소된다. 대부분의 추가 예산은 12개역을 지하화하고 스카버러 RT를 새로운 경전철 노선으로 전환하는 데 들어갔다.
2012년 2월 8일, 카렌 스틴츠가 이끄는 토론토 시의회 비상회의에서 포드 시장의 계획안을 찬성 25표, 반대 18표로 뒤집었다. 시의회는 원안대로 레이어드에서 킬 스트리트 사이만 지하 구간으로 짓고 나머지는 지상으로 짓게 되었다. 2012년 11월 30일에 환경 영향 평가에 따라 동쪽 터널이 기존의 브렌트클리프 동쪽에서 돈밀스 동쪽으로 이전되었으나 지역 주민들의 의견을 수렴해 원상복귀하였다. 2013년 1월, 토론토 스카버러 지역의 시의원들은 에글린턴 애비뉴 구간을 계획대로 짓고 스카버러 RT 구간을 제외해달라고 주장하였고, 2013년 7월에 에글린턴-스카버러 크로스타운선 계획은 취소되고 2007년 원래 계획으로 다시 돌아갔다.

## 공사 과정

### 추진 일정

#### 2010년
2010년 7월 28일, 메트로링스는 터널 업체인 캐터필러에서 터널굴착기 네 대를 5400만 달러에 사들였다. 굴착기는 길이 10m, 지름 6.5m에 400톤 규모로 지하 16-20m에서 하루 평균 10m씩 뚫는다. 굴착기 이름은 어반토론토 (UrbanToronto) 블로그 및 포럼 관리자인 제이슨 패리스의 제안으로 각각 데니스, 레아, 험버, 돈으로 지어졌다. 데니스는 동네 이름인 마운트데니스, 레아는 리사이드, 험버는 험버강, 돈은 돈강의 이름을 따서 지어졌다. 데니스와 레아는 또한 캐나다의 시인인 데니스 리를 연상시킨다. 굴착기 네 대는 굴착이 끝나고 영 스트리트에 다다르면 스코샤뱅크 아레나를 CN 타워 높이로 가득 채울 수 있는 분량의 흙을 파내게 된다.

#### 2011년
2011년 10월, 블랙크리크 드라이브에서 터널 굴착이 처음으로 시작되었다. 2011년 11월 9일, 킬스테일 공원에서 롭 포드 시장과 돌턴 맥귄티 주지사가 착공식에 참석하였다.

#### 2012년
2012년 5월, 토론토 교통국은 에글린턴 크로스타운 경전철이 2020년에 완공하기는 힘들고 2022년에서 2023년 사이에 완공할 것으로 보인다고 밝혔다. 이는 공사 책임 소관이 TTC에서 인프라 온타리오 (Infrastructure Ontario)로 이전되면서 조달 과정이 달라졌기 때문이다. IO는 공사를 마무리하는 데 외주를 주어서 기존의 교통국이 설계했던 모든 디자인 작업을 처음부터 다시 시작해야 했다. 교통국은 메트로링스의 촉박한 공사 일정에 지역에 미치는 지장이 늘어나고 에글린턴 애비뉴의 교통 정체가 심화될 것이라고 경고하였다.

#### 2013년
2013년 1월, IO는 경전철 건설사 선정을 위한 견적 요구서를 발행하였으며 제안요청서는 2013년 여름에 발행할 것으로 예상하였다. 메트로링스는 이후 11월 12일, 영 스트리트에서 레이어드 드라이브까지 경전철 동부 구간의 터널 건설에 에이콘 그룹 (Aecon Group Inc.)과 ACS 드라가도스 캐나다 (ACS Dragados Canada Inc.)를 선정하였다.

#### 2014년
2014년 3월, 경전철 동쪽에 터널을 굴착하기 위해 에글린턴 애비뉴 남쪽의 전선과 나무를 치우는 작업이 브렌트클리프 로드 동쪽에서 진행되었다. 이후 2년 반 동안 공사장 근처의 선로는 왕복 4차선에서 2차선으로 감소하였다. 공사장 서쪽으로는 레이어드, 베이뷰, 마운트플레전트역에서 터널 끄트머리 벽을 세우기 위한 공사가 진행되었다. 또한 리사이드 고등학교에서 비상구를 설치하기 위해 해나 로드에 2년 동안 차선 제한이 이루어졌다.
2014년 4월에는 터널굴착기가 칼레도니아역에 도착하였다. 글로브 앤 메일지에 따르면 서부 구간의 굴착기 두 대는 하루에 270톤의 흙을 파헤쳤다.
2014년 5월까지 굴착기 데니스와 레아는 하루 평균 10미터씩 터널을 뚫고 콘크리트 외벽을 설치하였다. 터널은 사전에 제작한 콘크리트 재질 외벽으로 메웠으며 외벽은 2.5톤 규모의 조각 6개로 이루어져있다.
2014년 12월 초에 굴착기 데니스와 레아는 에글린턴 웨스트역에 도착하였다. 데니스는 레아가 에글린턴 웨스트역에 같은 시기에 도달하도록 중간에 멈춰 기다렸다.

#### 2015년
2015년 4월 18-19일, 데니스와 레아는 알렌 로드 서쪽의 굴착장에서 굴착 작업을 끝내고 알렌 동쪽에 있는 굴착장으로 이동하였다. 한편 에글린턴 애비뉴의 자영업자들은 공사로 주차 공간과 보행자 수가 줄어들어서 매출이 최대 35% 감소하였다고 불만을 토로하였다.
9월에는 굴착기 돈과 험버는 브렌트클리프 로드 굴착장에 도착하여 영 스트리트까지 3.25km를 굴착하였다.
9월 24일, 스티븐 델두카 온타리오주 교통부 장관은 경전철이 2021년 9월까지는 개통하지 않을 것이라고 발표하였고 이는 공사에 따른 피해를 최소화하기 위한 것이라고 밝혔다. 기존 계획은 2012년에 착공하여 2020년에 완공할 예정이였다. 인프라 온타리오는 경전철 건설을 SNC 라발랭의 컨소시엄 업체인 크로스링스 (Crosslinx)에 수주하였고, 15개 지하역을 포함한 역을 짓는 데 4년 정도 걸릴 예정이였다.
9월 29일, 굴착기 돈은 브렌트클리프 로드 북쪽 터널을 영 스트리트 방면인 서쪽으로 굴착하기 시작하였고 험버는 한 달 후에 남쪽 터널을 굴착하였다.
11월 3일, 델두카 교통부 장관은 크로스링스 트랜싯 솔루션 (Crosslinx Transit Solutions) 컨소시움 업체가 경전철 공사를 마무리하고 30년 동안 유지 보수하는 계약이 기존 예상보다 20억 달러가 덜 들어갈 것이라고 밝혔다.

#### 2016년

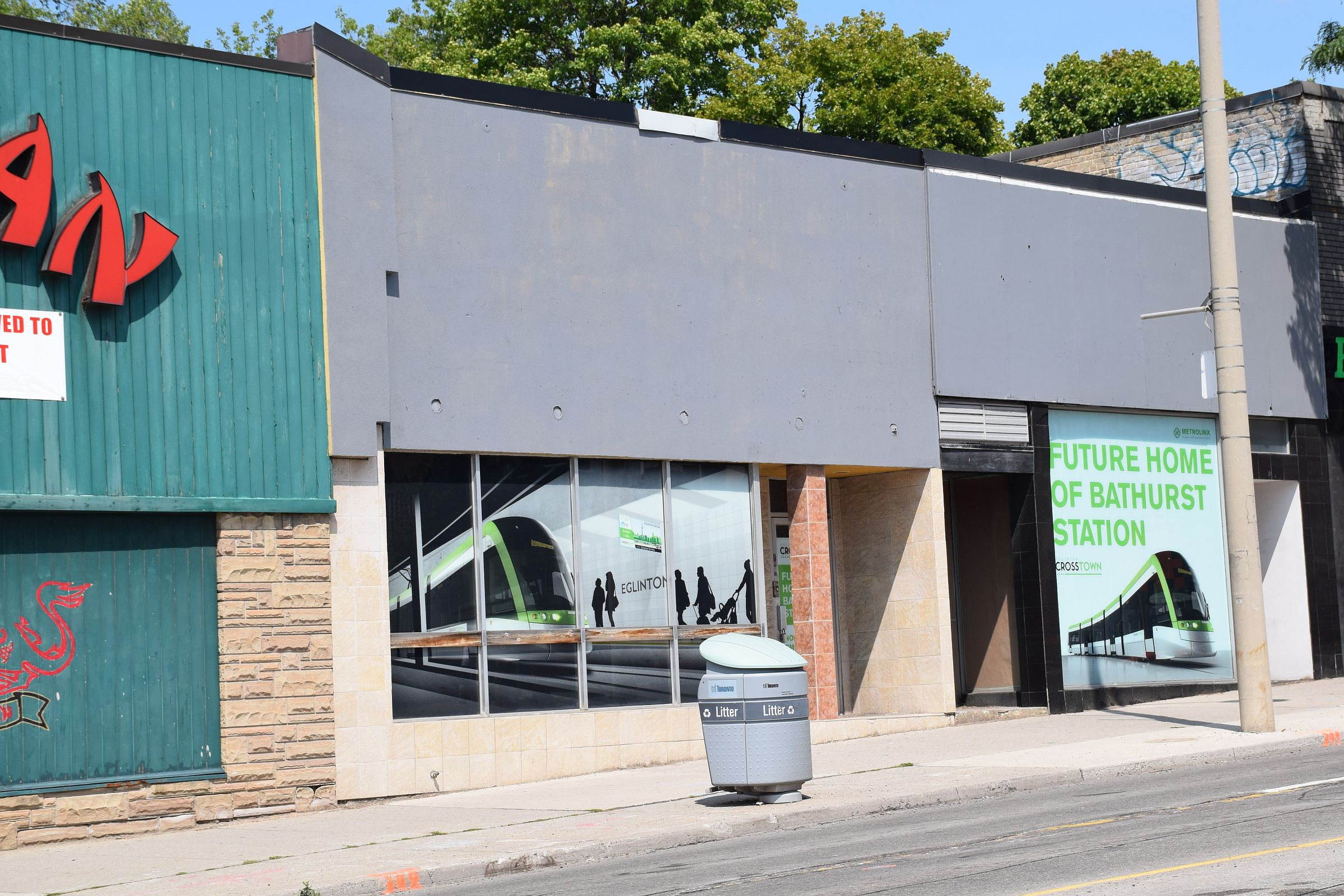
배서스트 스트리트가 지나는 포레스트힐역 부지로 옆에 있는 폐업한 하우스 오브 챈 식당 정면이 붕괴하면서 7명이 부상당하였다.

2016년 2월, 선로 동쪽 구간의 환기갱 공사가 시작되어 홀리 스트리트가 폐쇄되었다. 하지만 도로에 설치되는 구멍은 레슬리 스트리트에 있는 것에 비해 훨씬 작은 편이다.
3월 10일, 크로스타운선에서 처음으로 공사가 이루어지는 역인 킬스데일역의 착공식이 이루어졌다.
4월 18일, 포레스트힐역 부지로 쓰일 하우스 오브 챈 (House of Chan) 식당 정면과 비계가 무너지면서 7명이 부상당했다.
5월 10일, 서쪽 터널을 뚫고 있던 데니스와 레아는 영 스트리트에 다다르면서 굴착을 완료하였다. 데니스와 레아는 6.4km의 터널을 굴착하였으며 쌍둥이 터널을 짓는 데 4,279개 외벽 고리가 들어갔으며, 25,647개 콘크리트 고리 조각으로 이루어졌다. 석 달 뒤인 8월 17일, 동쪽 터널을 뚫고 있던 돈과 험버는 영 스트리트에 다다르면서 굴착을 완료하였다. 돈과 험버는 3.3km의 터널을 굴착하였고 4,363개 외벽 고리가 들어갔으며, 26,178개 고리 조각으로 이루어졌다.
9월 1일, 경전철 전동차 수주 업체인 봄바디어 트랜스포테이숀은 모델 전동차 수주 기한을 지키지 못했고 메트로링스는 이에 따라 봄바디어와의 수주 계약을 취소하겠다고 밝혔다. 11월 3일, 메트로링스는 봄바디어와의 전동차 계약 취소 공지문을 발행하였다.

#### 2017년

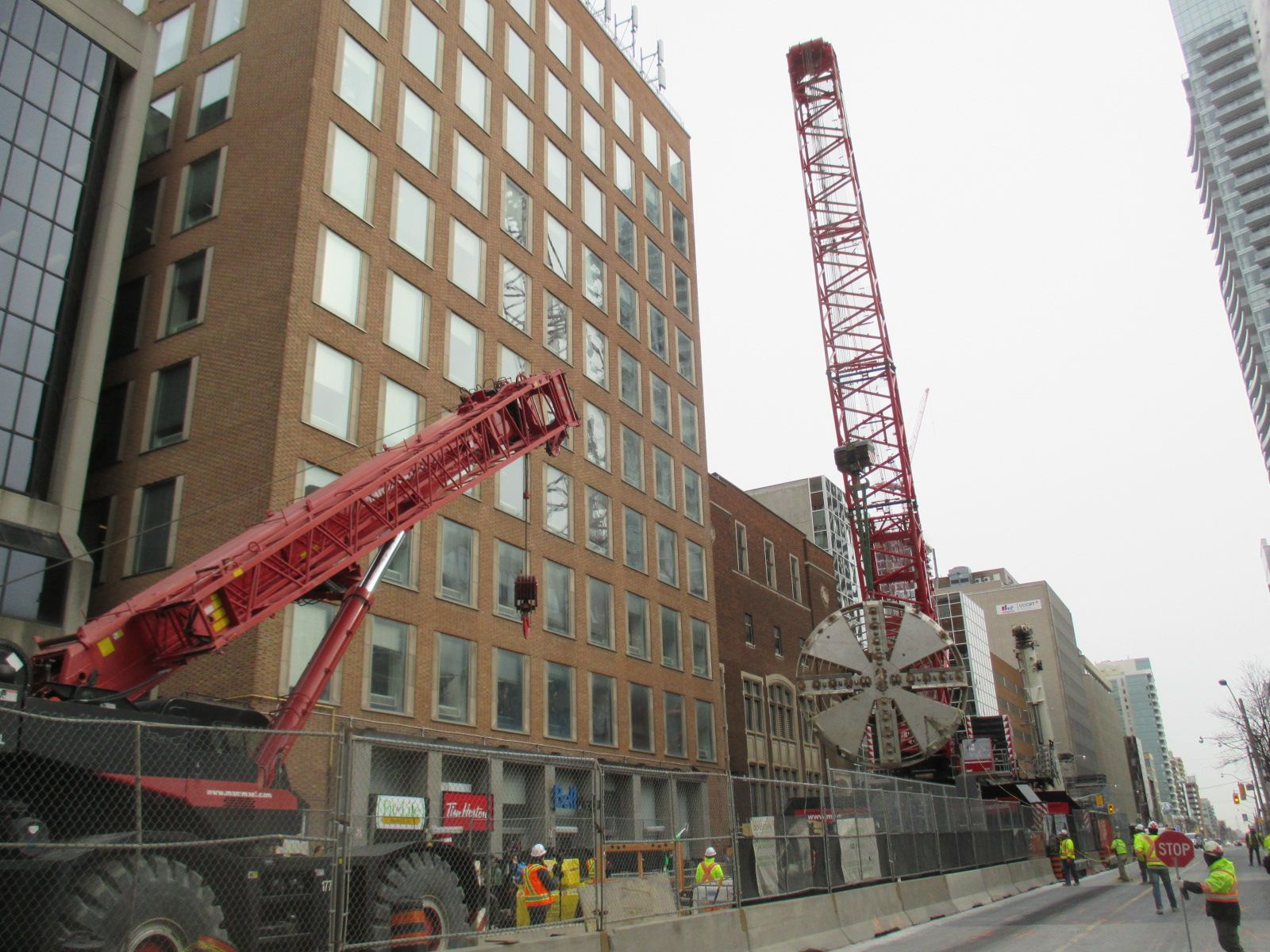
터널 굴착기 돈이 지하에서 나오는 모습

2017년 2월 20일, 봄바디어는 메트로링스를 상대로 계약서대로 따를 것을 요구하는 계약 취소 가처분 소송을 제기하였다. 메트로링스는 봄바디어가 운행 시험에 필요한 모델 전동차를 계약서에 따라 보내긴 했지만 모델이 제대로 만들어지지 않아 가동도 되지 않았다고 주장하였다.
3월 13일부터 17일까지 굴착기 돈과 험버는 굴착 임무를 마치고 에글린턴 애비뉴 공사장에서 빠져나왔다.
8월 9일에는 마운트데니스에 있는 에글린턴정비주박시설에 첫 선로가 설치되었다.
12월에는 토론토시의회가 에글린턴선 서부 연장의 정류장 위치를 발표하였는데, 이는 실버다트, 컨베이어, 렌포스, 마틴그로브, 위디콤브힐, 키플링, 윈콧, 이즐링턴, 로열요크, 멀햄, 스칼렛, 제인과 마운트데니스 등 10개 정류장이다.

#### 2018년
2018년 7월, 경전철 건설사인 크로스링스는 공사 이전 가외작업이 메트로링스가 제시했던 기간보다 더 오래 걸리면서 메트로링스를 상대로 소송을 제기하였다. 크로스링스는 이에 따라 경전철 개통일을 기존 2021년에서 1년 연기하길 바랐다. 2018년 8월, 메트로링스는 온타리오주고등법원에 크로스링스와 합의가 이루어졌으니 고소를 기각해달라고 요청하였다. 크로스링스의 소송은 2018년 8월에 비밀리에 무마되었고, 이후 온타리오주 감사는 합의 조건 중 하나로 경전철의 2021년 완공을 위해 크로스링스에 2억 3700만 달러를 합의금으로 건넨 것으로 밝혀졌다.
2018년 10월, 에글린턴 경전철 차량기지가 완공되었고 12월에 들어서서 총 47km의 선로 중 10km가 놓였다.

#### 2019년

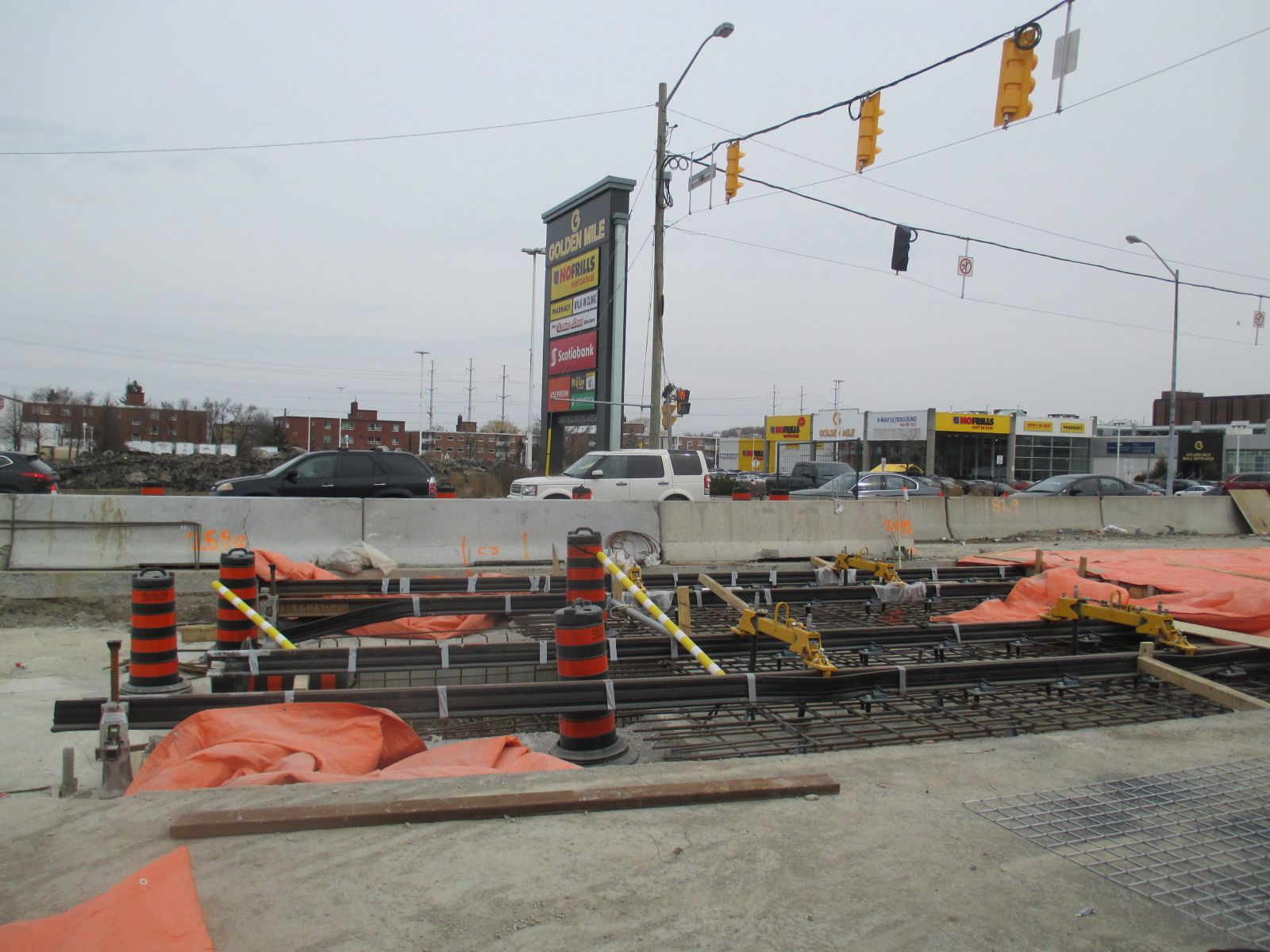
오코너역에서 선로가 놓이는 모습

차량기지가 완공된 이후인 2019년 1월 8일 봄바디어는 에글린턴 차량기지에 첫 플렉시티 프리덤 차량을 수주하였다.
1월에는 또한 에글린턴 스퀘어에 있는 오코너역에 선로가 놓이고 처음으로 콘크리트를 부었다. 콘크리트로 매립하기 전에 통신용 도관과 전력 케이블이 설치되었다.
2019년 7월 1일부터 8월 말까지, 레슬리와 에글린턴은 선로 및 관련 시설 설치에 따른 공사로 폐쇄되었다. 이에 따라 TTC의 51번 레슬리 버스는 레슬리와 에글린턴에 임시로 설치된 회차점에서 종착하였으며 교차로 폐쇄로 두 구간에 걸쳐 공사가 이루어진 것을 한 구간으로 엮어 공사 기간을 6개월에서 2개월로 줄였다.
2019년 12월 14일, 에글린턴 차량기지에서 신형 전동차의 시험 운행이 시작되었다. 12월 17일, 크로스링스는 차량기지에서 직원 및 초청객들과 블랙크리크 드라이브의 고가 선로를 향해 전동차를 시험 운행하였다. 이 당시 차량기지에서 킬스데일역 승강장 직전까지 가공 전선이 설치되었다.

#### 2020년
2020년 1월을 기준으로 크로스링스는 전체 선로의 절반을 설치하였다.
2020년 2월, 메트로링스는 이 노선이 기존 목표인 2021년 9월 대신 2022년에 개통할 것으로 보인다고 밝혔다. 메트로링스는 건설사인 크로스링스에 2억 3700만 달러의 합의금을 건네주었음에도 불구하고 메트로링스는 공사 지연의 원인으로 크로스링스가 공사를 9개월 늦게 시작하였고 설계 일부를 마무리하는 데 늦어졌고, 그와 동시에 에글린턴역에 영 지하철이 지어진 1950년대에 콘크리트 안에 매립된 배관이 발견되어서 굴착이 지연되었다고 밝혔다. 메트로링스의 비공개 문건에 따르면 경전철 공사 예산이 3억 3천만 달러 초과되었을 것으로 보인다.
2020년 3월 9일, 주정부는 경전철 공사로 침체된 상권을 도와주기 위해 에글린턴 애비뉴의 자영업자들에게 300만 달러를 지원할 것이라고 밝혔다. 교통부와 메트로링스는 또한 경전철의 부분 개통도 검토하였다.
한편 크로스링스는 3월에 파머시역에 처음으로 경전철 승객 대기 공간을 설치하였다고 밝혔다. 이 시설은 사전에 만들어졌고 경전철 승강장 위에 설치해 고정하였다. 또한 크로스링스는 3월에 듀플렉스 애비뉴에 있던 굴착기 데니스와 레아가 임무를 마치고 지상으로 나왔다. 2020년 4월 15일, 경전철 서부 터널 굴착기인 돈과 험버 또한 지상으로 나왔다.
2020년 5월 4일, 메트로링스는 5호선 터널에 경전철 차량의 첫 시험 운행을 에글린턴 차량기지에서 킬스데일역까지 처음으로 완료하였다. 이 시험 운행은 이간거리, 선로 작업, 가공전력선과 통신을 확인하기 위해 이루어졌으며 터널을 최대 시속 25km로 오갔다.
2020년 10월 1일, 크로스링스는 5호선을 2022년 2월 28일에 부분 개통하고 5호선 에글린턴역을 2022년 5월에 개통할 것을 제안하였다. 하지만 에글린턴역의 1호선과 5호선간 환승 통로는 2022년 9월에 완공될 것으로 보였다. 그 때까지는 에글린턴역에서 환승하고자 하는 사람들은 지상으로 빠져나와 옆문에 있는 1호선 출입구로 들어가야 한다. 크로스링스 측은 1954년에 지어진 노후한 에글린턴역 건물과 복잡한 지형으로 공사에 어려움을 빚는 점, 또한 코로나19로 공사가 지연된 점을 들었다. 무디스의 자회사인 무디스 인베스터스 서비스는 케네디와 포레스트힐, 마운트플레전트, 시더베일역에서도 공사가 지연되고 있음을 확인하였다. 10월 8일, 크로스링스는 메트로링스와 인프라스트럭처 온타리오를 상대로 코로나19 사태에 따른 예산 초과분 1억 3400만 달러를 배상하는 손해배상청구소송을 제기하였다. 메트로링스는 한편 크로스링스가 코로나19 사태 이전에도 공사가 지연되었다고 반박하였다.
2020년 12월 초에는 사이언스 센터와 마운트데니스역에 첫 미술 작품이 설치되고 있었다.

### 크로스링스
크로스링스 트랜싯 솔루션 (Crosslinx Transit Solutions)은 에글린턴 크로스타운선을 설계, 건축 및 재정 지원하고 30년 동안 유지 및 보수하는 26개 이상 기업이 참여한 컨소시움 업체이다. 메트로링스와의 계약에 따르면 크로스링스는 터널 굴착을 제외한 역, 터널 마감재 등 경전철 건설에 필요한 작업을 마무리하며 컨소시움에 참가한 기업은 SNC 라블랭, 에이콘 (Aecon), 엘리스돈 (EllisDon), ACS 인프라스트럭처 캐나다 (ACS Infrastructure Canada), 드라가도스 (Dragados), IBI 그룹 및 스코샤 은행 등으로, 이 사업은 민관합작투자사업에 해당된다.
30년 동안 건설 및 관리하는 데 드는 비용은 총 91억 달러로, 이 중 자본비는 53억원이고 지하역 15개는 역마다 건설 비용이 8000만에서 1억 달러가 들어가며 지상역은 각각 300만에서 500만 달러가 들어간다. 나머지는 자금 조달과 유지 보수에 들어간다.

### 역명 변경
5호선 에글린턴선 역명을 정할 때 대부분의 지나가는 도로 이름이 토론토 지하철의 기존 역과 중복되었던 관계로 2015년 11월 23일에 토론토 교통국 이사회가 역 이름을 기존 역과 겹치지 않는 새로운 이름으로 명명할 것을 권고하였다. 이에 따라 기존 역과 겹치는 킬역은 킬스데일역으로, 더퍼린역은 페어뱅크역으로, 배서스트역은 포레스트힐역, 베이뷰역은 리사이드역, 레슬리역은 서니브루크파크역, 돈밀스역은 사이언스 센터역, 빅토리아파크역은 오코너역, 워든역은 골든마일역으로 바뀌었다. 이와 동시에 에글린턴 웨스트역은 혼선을 피하기 위해 시더베일역으로 그 이름을 바꾸었다.

### 전동차

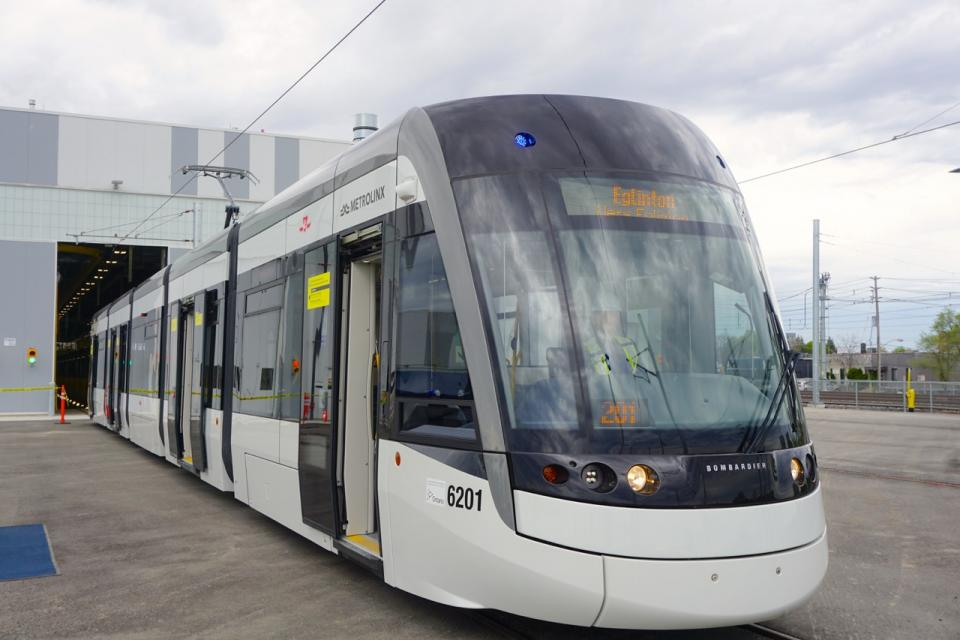
에글린턴 차량기지에 정박해있는 봄바디어의 플렉시티 프리덤 차량

5호선을 토론토 교통국이 아닌 온타리오주가 소유하기 때문에 봄바디어의 플렉시티 프리덤 경전철 차량은 TTC 특유의 1,495mm 궤도가 아닌 표준궤로 제작될 예정이다. 토론토의 노면전차에서 쓰이는 플렉시티 아웃룩처럼 섀시는 봄바디어의 멕시코 공장인 이달고주 시우다드사아군 공장에서 제작되었고 최종 공정은 선더베이 공장에서 이루어진다. 봄바디어는 플렉시티 아웃룩과 마찬가지로 선더베이 직원들은 멕시코에서 만들어진 섀시가 정밀하게 만들어지지 않아 캐나다에서 다시 제조해야 했다고 밝혔다. 이에 따라 봄바디어의 차량 수주는 계속 지연되었다.
2017년 5월에 봄바디어 경전철이 제 때 올지 불확실했던 메트로링스는 알스톰과 계약을 맺어 시타디스 스피릿 전동차 61대를 주문해 44대를 5호선에 쓰고 나머지 17대를 6호선 핀치 웨스트선에 쓰기로 하였다. 플렉시티 주문이 제 때 도착하면 남은 차량을 휴론타리오 경전철과 같은 메트로링스가 짓고 있는 다른 경전철 노선에 투입할 예정이였다.
2018년 10월 30일, 봄바디어는 첫 플렉시티 프리덤 차량 제조가 완료되었고 사내 시험 운행을 마쳤으며 토론토에서 본격 시험 운행을 위해 2018년 11월에 수주하겠다고 밝혔다. 하지만 첫 차량은 2019년 1월 8일에 도착하였다. 봄바디어와 체결한 계약서에 따르면 경전철이 제 때 개통하기 위해 2019년 2월까지 5대가 더 필요하였다. 각 차량은 승객을 태우기 전에 600km를 운행하여야 한다.

## 노선

### 전용 선로
에글린턴선은 마운트데니스역에서 브렌트클리프 로드 동쪽까지 10km 구간을 지하로 운행한 뒤 지상으로 나와 케네디역까지 9km 구간을 지상으로 운행한다. 마운트데니스와 킬스데일역 사이 블랙하천을 지나는 짤막한 구간은 고상으로 운행한다.
브렌트클리프 터널에서 버치마운트 로드까지 지상 구간에는 선로 주위에 식물을 심어 녹색 선로로 조성할 예정이다.
지상역에는 프레스토 카드 단말기와 다음 열차 도착 정보를 보여주는 전광판, 승강장 조명, 천장이 있는 대기 공간과 벤치, 안내 도움 벨이 설치된다. 승강장은 평면 승차가 가능하도록 설계하였다.

### 정차역
| 한글 역명                  | 영문 역명              | 지상/지하역 | 환승 노선 | 비고 |
| -------------------------- | ---------------------- | ----------- | --------- | --- |
| 마운트데니스               | Mount Dennis           | 지상        |           | |
| 킬스데일                   | Keelesdale             | 지하        |           | 기존에 킬역으로 알려져있었다. |
| 칼레도니아                 | Caledonia              | 지하        |           | |
| 페어뱅크                   | Fairbank               | 지하        |           | 기존에는 더퍼린역으로 알려져있었다. |
| 오크우드                   | Oakwood                | 지하        |           | |
| 시더베일 (에글린턴 웨스트) | Cedarvale              | 지하        |           | 이 역은 현재 에글린턴 웨스트역으로 알려져있으며 5호선이 개통하면 시더베일로 개명할 예정이다.                                                                                                   |
| 포레스트힐                 | Forest Hill            | 지하        |           | 기존에는 배서스트역으로 알려져있었다. |
| 채플린                     | Chaplin                | 지하        |           | |
| 애비뉴                     | Avenue                 | 지하        |           | 이 역은 오리올파크역 (Oriole Park Station)으로 짓는 방안도 검토하였으나 도로 이름인 애비뉴 로드를 따라 애비뉴역이 되었다. 이 노선에서 가장 깊은 역이다.                                        |
| 에글린턴                   | Eglinton               | 지하        |           | |
| 마운트플레전트             | Mount Pleasant         | 지하        |           | |
| 리사이드                   | Leaside                | 지하        |           | 기존에는 베이뷰역으로 알려져있었다. |
| 레이어드                   | Laird                  | 지하        |           | 지하 구간 마지막 역이다. |
| 서니브루크파크             | Sunnybrook Park        | 지상        |           | 지상 구간에서 가장 서쪽에 있는 역으로, 레슬리 스트리트 동쪽으로는 대부분 상대식 승강장이다. 기존에는 레슬리역으로 불렸다.                                                                      |
| 사이언스 센터              | Science Centre         | 지하        |           | 기존에는 돈밀스역으로 알려져있었다. |
| 아가 칸 파크 & 뮤지엄      | Aga Khan Park & Museum | 지상        |           | 돈밸리 파크웨이 서쪽으로 상대식 승강장이 있고 기존에는 페란드역으로 불리었다. |
| 윈포드                     | Wynford                | 지상        |           | 에글린턴과 윈포드 드라이브 교차로에 지어질 새로운 횡단보도에 상대식 승강장이 지어진다. GO 트랜싯의 리치먼드힐선이 에글린턴 애비뉴 밑으로 지나가지만 별다른 환승역 신설 계획은 존재하지 않는다. |
| 슬로언                     | Sloane                 | 지상        |           | 버몬지 로드와 슬로언 애비뉴 동쪽에 섬식 승강장이 설치된다. 기존에는 버몬지역이라고 불리었다.                                                                                                   |
| 오코너                     | O'Connor               | 지상        |           | 빅토리아파크 애비뉴에서 오코너 드라이브까지 상대식 승강장이 설치된다. 기존에는 빅토리아파크역으로 불리었다.                                                                                    |
| 파머시                     | Pharmacy               | 지상        |           | 파머시 애비뉴 동쪽으로 상대식 승강장이 설치된다. |
| 하키미 르보빅              | Hakimi Lebovic         | 지상        |           | 르보빅 애비뉴와 하키미 애비뉴를 마주보고 상대식 승강장이 설치된다. 기존에는 르보빅역으로 불리었다.                                                                                             |
| 골든마일                   | Golden Mile            | 지상        |           | 워든 애비뉴를 마주보고 상대식 승강장이 설치된다. 기존에는 워든역으로 불리었다. |
| 버치마운트                 | Birchmount             | 지상        |           | 버치마운트 애비뉴 동쪽에 상대식 승강장이 설치된다. |
| 아이온뷰                   | Ionview                | 지상        |           | 아이온뷰 로드 서쪽에 상대식 승강장이 설치된다. |
| 케네디                     | Kennedy                | 지하        |           | |

### 운행
이 노선의 운행 특징은 다음과 같다.
- 이 노선에는 세 가지 열차 제어 방식이 도입된다. 자동 열차 제어 장치 (ATC)는 에글린턴 차량기지에서 기관사가 없을 때 쓰이며, 마운트데니스와 레이어드 사이의 지하 구간에서는 기관사가 전동차 문을 열고 역을 출발하기 위한 버튼을 누르며 ATC가 다음 역까지 자동으로 운행한다. 레이어드와 케네디 사이에는 기관사가 모든 운전 기능을 수행한다.[91][92]
- 지상 구간에는 전용 선로가 차도와 분리되어있고 교차로에는 경전철 차량에 우선 신호가 주어져서 정시성을 보장한다.[58]
- 경전철 차량은 중전철과 마찬가지로 최대 시속 80km까지 운행할 수 있으나, 역 간격과 정차 시간을 감안하여 시속 28km로 운행할 예정이다. 2호선 블루어-댄포스선은 시속 32km로 운행한다.[93]
- 이 노선은 2031년에 러시 아워 기준으로 한 시간에 한 방향으로 5,400명을 실어나를 것으로 보이고, 경전철 정원은 한 시간에 한 방향으로 15,000명까지 실어나를 수 있다.[58]
- 지상역에는 정거장에 있는 단말기에 요금을 지불해 승차해야 하고 이에 따라 노면 전차와 같이 요금을 냈다는 증명이 필요하다. 한편 지하역에서는 직원이 상주하고 개찰구가 설치될 예정이다. 노선 전체에는 프레스토 카드가 호환된다.[58]
- 메트로링스는 이 노선을 운행하기 위해 플렉시티 프리덤 차량 76대가 필요하다.[94]
- 에글린턴선의 운행 및 보수 비용에 들어가는 비용은 개통 직후 1년에 8천만 달러가 들어갈 것으로 예상되지만 에글린턴 연선에 버스 운행이 중단되면서 1년에 3900만 달러를 절감할 수 있을 것으로 보인다.[95]
- 경전철 회차 지점이 총 12군데에 설치될 예정인데, 7곳은 지하역에, 5곳은 지상역에 설치된다. 애비뉴와 레이어드역은 회차선은 물론 주박선이 설치되어 열차가 양방향으로 오갈 수 있다. 이 주박선은 비상시에 중간 종착을 염두에 두고 지어졌다.[96]

#### 에글린턴 차량기지

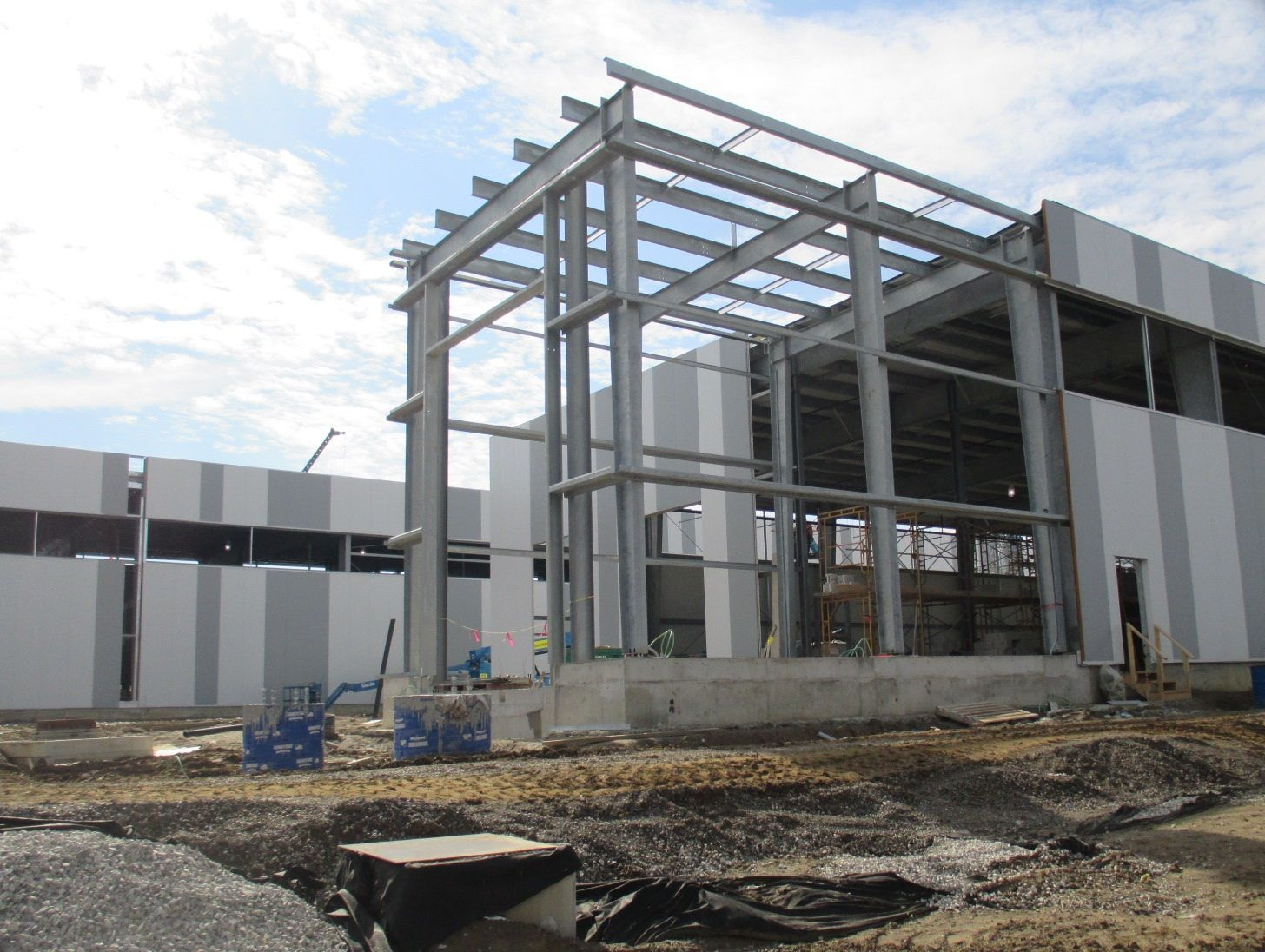
2017년에 공사 중이였던 에글린턴 차량기지

에글린턴선의 새로운 궤간, 기술 및 전동차에 따라 경전철 차량을 유지 보수할 수 있는 차량기지가 필요했는데, 에글린턴보수주박시설 (Eglinton Maintenance and Storage Facility)는 플렉시티 프리덤 162대를 주박할 수 있는 공간과 차량 보수를 위한 각종 시설을 선보인다. 차량기지는 서부 종착역인 마운트데니스역 근처에 있는 전 코닥 부지에 지어졌으며 2018년 10월에 완공되었다.

## 연장 계획
존 토리 토론토 시장이 새로 취임한 이후 2016년 3월 31일에 시의회는 에글린턴선 동부와 서부 연장을 승인하였다. 이 노선은 필요에 따라 추가로 입체 교체하거나 정거장 수가 줄어들 수 있다.

### 서부 연장

#### 지상철 계획 (2007-2019)
1단계 개통 이후에 메트로링스는 에글린턴선을 에글린턴 애비뉴를 따라 마운트데니스역에서 토론토 피어슨 국제공항까지 연장할 계획이였다. 하지만 2014년 토론토시장 선거에서 존 토리가 스마트트랙을 계획하면서 이 연선에 중전철 노선을 추가하는 방안을 제안하였다. 2016년 토론토시는 타당성 조사 결과 이 계획은 36억에서 77억 달러의 예산으로 원안의 13억 달러보다는 훨씬 많은 예산이 소모되며 경전철 노선이 중전철보다 훨씬 많은 승객을 실어나를 것으로 결론내렸다.
토론토의 수석 설계가는 지역에 미치는 부정적인 영향과 더 비싼 공사비와 경전철에 비해 적은 승객 수를 감안할 때 에글린턴 애비뉴에 스마트트랙 중전철을 짓는 대신에 피어슨 공항까지 경전철을 연장할 것을 권고하였다. 2016년 1월 19일, 토리는 타당성 조사 결과에 수긍하여 메트로링스의 크로스타운 연장 원안에 따르기로 하였다. 토리 시장은 이에 따라 에글린턴 경전철 연장안을 스마트트랙 계획의 일환으로 편입하였다.
2016년 6월에만 해도 완공 예정 시기는 2023년이였다. 서부 연장 구간 공사 비용은 24억 7천만 달러로 토론토시가 11억 8천만 달러, 연방 정부가 8억 2290만 달러, 미시소가시와 광역토론토공항공단이 미시소가 구간의 4억 7천만 달러를 부담하는 계획이였다. 하지만 2016년 11월, 미시소가는 막대한 비용에 항의하여 비용 부담에 대한 합의가 도출되지 않았다.
에글린턴선 서부 연장에 대한 공청회는 2017년 11월 13일에 시작되었다. 2010년 트랜싯 시티 환경영향평가에 따르면 웨스턴 로드와 마운트데니스역에서 서쪽으로 전구간 지상 구간으로 계획되었으나 2017년 10월, 토론토시는 마틴그로브 로드, 키플링 애비뉴, 이즐링턴 앱뉴, 로열요크 로드, 스칼렛 로드, 제인 스트리트 등 여섯 개 교차로에 경전철 노선이 맞은 편에 오는 차량과 닿지 않도록 입체 교차하는 방안을 추진하였다. 지상 연장은 15억에서 21억 달러가 들어가지만 입체 교차는 8억 8190만에서 13억 2천만 달러의 예산이 추가된다.

#### 입체교차 계획 (2019-현재)
2019년 4월, 온타리오 주지사이자 롭 포드 토론토 전 시장의 형인 더그 포드는 광역 토론토 지역의 대중교통 계획을 발표하였다. 여기에는 5호선 에글린턴선을 서쪽으로 피어슨 공항까지 연장하고 로열요크에서 마틴그로브까지 지하로 짓는 방안으로, 공사 비용은 47억 달러로 추산되었다. 2020년 2월, 메트로링스는 서부 연장을 두고 네 가지 방안의 타당성을 조사하였는데, 이 중 세 개는 지하 구간이 포함되어 있었다. 메트로링스는 또한 같은 시기에 비용편익분석 보고서를 발표하였는데 44억 달러를 들여 경전철을 지하로 9개 정거장을 짓는 것은 앞으로 60년 동안 얻을 14억 달러의 편익보다 훨씬 높다고 밝혔다. 포드 주지사는 경전철 지하화를 바랐으나 지상 경전철은 21억 달러로 지하 경전철의 절반 수준이다. 필 버스터 메트로링스 대표는 이동 시간 감축과 차량 감축은 보수적으로 계산하였으며 시간이 지나면서 편익이 늘어날 것으로 보인다고 밝혔다.
에글린턴 서부 연장은 2020년 기준으로 2030년과 31년 사이에 완공될 것으로 보인다. 마운트데니스 서쪽으로 터널에서 빠져나와 제인과 스칼렛에서 험버강을 고가교로 건넌 뒤, 로열요크에서 마틴그로브까지 지하로 운행한다. 이 노선은 이후 렌포스역에 지상 정차하고 커머스 고가다리를 따라 북쪽으로 401번 고속도로로 이어진다. 이후 컨베이어에서 고가역으로 올라간 뒤, 실버다트에서 지상 정차한다. 피어슨 공항으로 이어지는 나머지 구간은 2020년 현재 확정되지 않았지만 이 연장 구간은 피어슨 공항 1터미널과 3터미널에 종착하는 것은 확실하다.
메트로링스는 터널 갱도 공사를 2021년 2분기나 3분기 중에 시작하고 터널 굴착 작업을 2022년 2분기나 3분기에 시작하는 것을 목표로 두고 있다. 터널 갱도는 렌포스역 근처에서 시작하고 굴착 지점은 스칼렛 로드에서 서쪽으로 500m 떨어진 지점에 위치한다. 지하역은 개착식으로 지어지며 렌포스까지 6km 구간의 터널을 굴착하는 데에는 터널 굴착기가 쓰이게 된다.

### 동부 연장
블루어-댄포스선의 스카버러 타운 센터 연장에 따른 나머지 구간의 공백을 메우기 위해 토론토시는 5호선 에글린턴선을 스카버러를 향해 계속 동쪽으로 토론토 대학교 스카버러 캠퍼스와 맬번 타운 센터까지 연장하는 방안을 추진하고 있다.
총 연장 12km의 동부 연장 구간은 에글린턴과 길드우드 통근열차역으로 갈아탈 수 있게 되며 에글린턴이스트, 스카버러정션, 모닝사이드, 스카버러빌리지, 웨스트힐과 같은 저소득층 및 대중교통 의존도가 높은 지역을 지나가게 된다. 이 계획에 따르면 케네디역 동쪽으로 18개 정거장을 신설하고 하루 평균 43,400명이 이용할 것으로 예상되며, 이는 4호선 셰퍼드선 승객 수와 비슷한 수치이다.
동부 연장은 트랜싯 시티에서 거론되었던 스카버러 맬번 경전철 (Scarborough Malvern LRT)과 선형이 같은데, 2009년에 토론토 시의회와 온타리오 주정부에서 승인받았음에도 불구하고 2010년에 롭 포드 시장이 취임하면서 취소되었다.
2016년 초반, 스카버러 맬번 경전철 계획안이 "크로스타운 이스트" (Crosstown East)라는 이름으로 수면에 다시 올랐고, 2017년에는 "에글린턴 이스트" (Eglinton East)로 이름이 바뀌었다.
2017년 11월, 시의회에서는 에글린턴 경전철을 UTSC 캠퍼스에서 여섯 정거장 늘려 맬번 타운 센터까지 연장하는 방안을 발표하였다. 맬번 연장 구간은 4.2km에서 4.7km정도 되며 UTSC에서 팬앰 드라이브, 셰퍼드/모닝사이드, 브레니언 웨이, 뮤리슨 블루버드, 셰퍼드/닐슨, 윅슨 트레일과 종착역인 맬번 타운센터 등 총 여섯 정거장이다. 2018년 5월 23일, 토론토 시의회는 에글린턴 경전철을 맬번으로 연장하기로 하였지만 별다른 예산 지원이 없어 계획은 여전히 불투명하였다.
2019년 4월, 더그 포드 온타리오 주지사는 에글린턴 서부 연장, 스카버러 지하철 연장, 영 지하철 북부 연장과 온타리오선에 예산을 지원하였으나 에글린턴 동부 연장은 포함되지 않았다. 2020년 10월, 토론토시와 토론토 교통국은 케네디역에서 토론토 대학교 스카버러 캠퍼스까지 에글린턴 애비뉴, 킹스턴 로드, 모닝사이드 애비뉴를 따라 버스전용도로를 설치해 경전철 노선과 같은 선형으로 버스 운행을 시작했으며, 이에 따라 정거장 간 거리가 너무 가까운 헌팅턴 애비뉴, 브림리 로드, 오스위고/바베이도스 로드, 토랜스 애비뉴 정류장은 제거하였다.
2020년 12월, 토론토시는 에글린턴 동부 경전철 계획안을 변경하였다. 스카버러 지하철 연장에 따라 터널의 깊이가 바뀌고 운행 개선을 위해 세 번째 지하철 선로를 설치하면서 터널 구간이 동쪽으로 헌팅턴 애비뉴까지 연장되었다. 이에 따라 미들랜드 애비뉴 정거장은 지하화하였다. 셰퍼드 이스트 경전철이 취소됨에 따라 토론토 대학교 스카버러 캠퍼스 북쪽에 차량기지를 신설하는 방안이 계획에 추가되었다. 기존에 에글린턴 동부 연장과 셰퍼드 이스트 경전철은 셰퍼드와 모닝사이드에 있는 차량기지를 같이 쓸 예정이였다. 경전철 사업의 다른 부분은 그대로 유지되었는데, 여기에는 도로 정체로 킹스턴 애비뉴와 모닝사이드 애비뉴에 터널을 짓는 방안 또한 포함되어있다.
2021년 2월 기준으로, 에글린턴 동부 경전철 연장 비용은 42억 달러로 추산되었다. 존 토리 토론토 시장은 주정부가 스카버러 지하철 연장에 들어가는 비용을 전액 부담하겠다고 약속하였으니 시에서 모은 12억 달러를 에글린턴 동부 연장에 쓰게 해달라고 부탁하였다.